# Andreas Vetsch
Andreas Vetsch (* 13. Dezember 1995 in Grabs) ist ein Schweizer Greco-Ringer und Mitglied des Nationalkaders.

## Werdegang
Im Alter von sieben Jahren kam der gelernte Landwirt und Zimmermann durch seinen Onkel Peter Vetsch zum Ringen. Als Mitglied beim Ringerclub Oberriet-Grabs gewann er in jeder Altersklasse Medaillen an den Schweizermeisterschaften und wurde im Jahr 2011 ins Greco-Nationalkader aufgenommen. Im selben Jahr wurde er von der Swiss Wrestling Federation für seine erste Europameisterschaft selektioniert.
Aufgrund seiner Berufslehre als Landwirt konnte er zunehmend weniger Zeit für Trainingslager und Wettkämpfe aufbringen, weshalb er seine internationale Karriere für kurze Zeit auf Eis gelegt hatte. Seit 2016 ist Vetsch aber wieder auf der internationalen Bühne präsent, mit dem Ziel, an der nächsten Olympiade teilnehmen zu können. Der Grabser Ringer ist 175 cm gross und startet mit einem Kampfgewicht von 67 kg. Erstmals internationale Aufmerksamkeit erlangte er mit seinem 7. Rang an der Elite-Europameisterschaft 2019 in Bukarest sowie mit seinem 12. Rang an der Elite-Weltmeisterschaft 2019 in Nur-Sultan (Astana).